# ビエンナーレうしく
ビエンナーレうしくは、茨城県牛久市で実施されていた、隔年開催となるビエンナーレ形式での公募絵画展。応募された作品を公開審査によって入賞・入選作を選出し、のちに「全国公募絵画展」として、入賞･入選作品の展覧会を催した。2006年（平成18年）の初開催以後、5回の公募展と1回の回顧展を開催したが、2017年8月に休止が通知された。

## 概要
牛久市は2003年(平成15年)に文化芸術振興条例を定め文化芸術都市を目指すことを目標に掲げている。その為の具体的事業の一つが隔年開催の「ビエンナーレうしく」であり、全国から作品を集め多くの市民に芸術鑑賞の機会提供と文化芸術への意識向上を目的としている。主催はビエンナーレうしく実行委員会で、牛久市と牛久市教育委員会が共催となり、事務局を牛久市生涯学習課が担っている。協賛には地元のオエノンホールディングス株式会社シャトーカミヤが入っている。
公募で寄せられた作品は公開審査を経て大賞、優秀賞、佳作他が選出され、大賞作品は300万円、優秀賞作品は100万円(第1回目は50万円)で買い上げられ牛久市が所有することになる。審査後入選作品の展覧会が開催されその会期中に来場者の投票によって市民賞が選出される。応募される絵画は具象系が中心で、レベルが高いコンクールと評価されている。
ビエンナーレうしくの特徴として、関係者は「公開審査」「毎回変わる審査員」「賞金額の多さ」「初心者でも参加できる応募資格」を挙げている。
その特徴のひとつ「公開審査」は、審査会場の牛久市中央生涯学習センター文化ホールに搬入された応募作品が全てホールのステージ上に上げられ、同じくステージに登った審査員がそれら作品を見て、第一次審査通過作の選定から大賞他各賞の選出の審議を行うのを、ホール座席に座った観客が観覧する、という形式で行われる。

## 歴史
牛久市では1995年に「牛久市現代美術展」が開催され、以後「うしく現代美術展」と名称変更し、毎年開催され続けている。この「うしく現代美術展」の実行委員長を務めたこともある牛久市在住の洋画家山本文彦他の同展関係者の企画からビエンナーレうしくは誕生した。2004年に実行委員会が立ち上がり、2006年の開催に至った。以後、偶数年に開催されていたが、2016年は公募は行われず、『牛久市制施行30周年記念 ビエンナーレうしく特別回顧展～ビエンナーレうしく大賞・優秀賞受賞作家の展覧会～』として過去の受賞作と受賞者の近作展が、会期を9月18日から10月2日、会場をシャトーカミヤ本館1階にして開催されている
。2017年8月7日に実行委員会名で、ビエンナーレうしくを休止する旨の通知が、市のホームページに掲載された。
| 開催年 回     | テーマ         | 入賞・入選作品 入選点数には入賞数も含む | 審査員 筆頭は委員長                            | 応募数 | 審査日          | 展覧会                                                                 |
| ------------- | -------------- | --- | ---------------------------------------------- | ------ | --------------- | ---------------------------------------------------------------------- |
| 2006年 第1回  | 水・緑・人     | - 大賞 『のぞきこむ人』福村真美 - 優秀賞 『mirrored tree』平野健太郎 - 佳作 『愛華のオアシス』田中愛子 『水面下』石野善浩 『向き合う存在』上田慎二 - 審査員特別賞 『男・雨時速80km』坂本学 - 市民賞 『痕跡』星美加 - 入選 94点                                                            | 加藤貞雄 内田あぐり 奥谷博 小泉晋弥 谷新       | 984点  | 5月31日 6月1日  | 8月10日から8月25日まで 会場:牛久市中央生涯学習センター、シャトーカミヤ |
| 2008年 第2回  | 共生           | - 大賞 『水の誕生（Ⅰ）』佐藤勤 - 優秀賞 『閑在』林真 - 佳作 『愛の歌（Ⅱ）』石川功 『宙の模様—穣りの』西田洋一郎 - 審査員特別賞 『生きる歓び』藍明清 - 市民賞 『光る庭』塩賀史子 - 入選 108点                                                                                              | 富山秀男 入江観 岸野香 草薙奈津子 佃堅輔       | 867点  | 3月22日 3月23日 | 4月27日から5月16日 会場:牛久市中央生涯学習センター、シャトーカミヤ     |
| 2010年 第3回  | か・か・わ・り | - 大賞 『彼方』藤井誠 - 優秀賞 『軋む音と共に』小林努 - 佳作 『自然の眼差し』河合春佳 『loop-1』水村綾子 - 審査委員特別賞 『存在と均衡』川崎裕生 - 市民賞 『水遊び』佐々木武信 - 入選 118点                                                                                               | 富山秀男 市川政憲 笠井誠一 佐野ぬい 土屋禮一   | 1036点 | 5月15日 5月16日 | 6月27日から7月9日 会場:牛久市中央生涯学習センター、シャトーカミヤ      |
| 2012年 第4回  | 動静           | - 大賞 『moon moves』佐藤光郎 - 優秀賞 『宙に還る』西田洋一郎 - 佳作 『那由他（なゆた）』河村純正 『地へ（礫化する）I』南部聡 - 審査委員特別賞 『だから言ったんだよ』永井祥浩 - 市民賞 『荒草の詩“里山の朝”』木寺渡 - 入選 127点                                                          | 林紀一郎 市川政憲 大津英敏 滝沢具幸 中林忠良   | 1369点 | 5月26日 5月27日 | 7月1日から7月16日 会場:牛久市中央生涯学習センター                      |
| 2014年 第5回  | （設定無）     | - 大賞 『想う』河合啓行 - 優秀賞 『スゴイバス』株田昌彦 - 佳作 『窓の外』山本啓亮 『煌港』中嶋彩乃 - （第5回）記念賞 『白き夢』眞鍋茂明 『冬の池』辛遊理 『あした実がなる、花も咲く-2014』星加哲男 『巡礼詩』石川功 『風化の象（軍艦島）』岡田猛彦 - 市民賞 『視点』田中英生 - 入選 119点 | 市川政憲 大沼映夫 那波多目功一 野田哲也 南嶌宏 | 1059点 | 5月24日 5月25日 | 6月29日から7月13日 会場:牛久市中央生涯学習センター                     |
| 2016年 公募無 | －             | － | －                                             | －     | －              | 回顧展 9月18日から10月2日 会場:シャトーカミヤ                          |

## 関連資料
- ビエンナーレうしく 全国公募絵画展:図録 第1回（2006）. ビエンナーレうしく実行委員会. (2006-8)
- ビエンナーレうしく 全国公募絵画展:図録 第2回（2008）. ビエンナーレうしく実行委員会. (2008-4)
- ビエンナーレうしく 全国公募絵画展:図録 第3回（2010）. ビエンナーレうしく実行委員会. (2010-6)
- ビエンナーレうしく 全国公募絵画展:図録 第4回（2012）. ビエンナーレうしく実行委員会. (2012-7)
- ビエンナーレうしく 全国公募絵画展:図録 第5回（2014）. ビエンナーレうしく実行委員会. (2014-6)